# Ханкайский заповедник
Госуда́рственный приро́дный биосфе́рный запове́дник «Ханка́йский» — государственный природный заповедник, расположенный в юго-западной части Приморского края.
Заповедник учреждён 28 декабря 1990 года. Занимает площадь 39 289 га, включает акваторию озера Ханка и его побережье. Территория разделена на 5 изолированных участков. Площадь каждого участка заповедника (га):
- участок «Сосновый» — 375, в том числе акватории — 140;
- участок «Мельгуновский» — 300;
- участок «Речной» — 12494;
- участок «Журавлиный» — 9479;
- участок «Чёртово болото» — 16641, в том числе лес — 366 га (1,0 %).

В апреле 1996 года между Правительствами Российской Федерации и Китайской Народной Республикой подписано соглашение о создании на базе Ханкайского заповедника в России и китайского заповедника «Синкай-Ху» международного российско-китайского заповедника «Озеро Ханка».

## Флора и фауна
На территории заповедника обитают 334 вида птиц, из них 140 видов гнездится в настоящее время, 44 вида занесены в Красную книгу России и 12 видов — в Международную Красную книгу, наиболее редкие виды — японский и даурский журавли, красноногий ибис, колпица и др. Численность птиц в пиковые сезоны миграции (апрель, октябрь) достигает 2 миллионов. Фауна млекопитающих насчитывает 29 видов постоянно живущих, 5 — периодически заходящих и 9-10 видов, присутствующих во время сезонных миграций. В озере Ханка обитает 74 вида рыб.
Виды рыб в Красной книге:
- Черный амур Mylopharyngodon piceus
- Чёрный амурский лещ Megalobrama sp.
- Желтощёк Elopichthys bambusa
- Мелкочешуйный желтопер Plagiognathops microlepis
- Сом Солдатова Silurus soldatovi
- Китайский окунь, ауха Siniperca chuatsi

На территории произрастает 49 редких и исчезающих видов растений (эвриала устрашающая, лотос Комарова, бразения Шребера и др.). Число видов животных: водных беспозвоночных — 533; рыб — 75; амфибий — 6; рептилий — 7 (в том числе корейская долгохвостка); птиц — 336; млекопитающих — 43.

## Научные статьи
1. О налётах щура Pinicola enucleator в Южное Приморье в 1996—2014 годах. Русский орнитологический журнал, 2014. Том 23, Экспресс-выпуск 987: 1101—1113. Архивировано из оригинала 4 марта 2016 года.
2. Зимовка косматого (черноголового) поползня Sitta villosa в Уссурийском крае и её возможные экологические интерпретации. Русский орнитологический журнал, 2014. Том 23, Экспресс-выпуск 974: 641—659. Архивировано из оригинала 4 марта 2016 года.
3. Первая находка сибирской пестрогрудки Tribura tacsanowskia на Приханкайской низменности в разгар сезона гнездования вида. Русский орнитологический журнал, 2013. Том 22, Экспресс-выпуск 883: 1425—1430. (недоступная ссылка — история).
4. К распространению и экологии сойки Garrulus glandarius, желтоголового королька Regulus regulus, чижа Spinus spinus, бледного Turdus pallidus и пёстрого Zoothera varia дроздов в поясе низкогорий и равнин Южного Приморья. Русский орнитологический журнал, 2012. Том 21, Экспресс-выпуск 812: 2729—2748. (недоступная ссылка — история).
5. Новые материалы по редким и малоизученным видам птиц Приморского края. Русский орнитологический журнал, 2012. Том 21, Экспресс-выпуск 762: 1243—1261. (недоступная ссылка — история).
6. Материалы по экологии и населению сов Приханкайской низменности. Русский орнитологический журнал, 2010. Том 19, Экспресс-выпуск 595: 1591—1612. (недоступная ссылка — история).
7. Новые наблюдения редких и малоизученных птиц в Приморском крае. Русский орнитологический журнал, 2010. Том 19, Экспресс-выпуск 588: 1374—1394. (недоступная ссылка — история).
8. О наличии второго гнездового цикла у клинохвостого сорокопута Lanius sphenocercus. Русский орнитологический журнал, 2009. Том 18, Экспресс-выпуск 502: 1342—1345. (недоступная ссылка — история).
9. Обыкновенная пищуха Certhia familiaris orientalis в условиях малолесной Приханкайской равнины: порог чувствительности к лесной площади. Русский орнитологический журнал, 2009. Том 18, Экспресс-выпуск 529: 2087—2096. (недоступная ссылка — история).
10. Оценка современного состояния популяций гнездящихся куликов в сельскохозяйственных районах Южного Приморья. Русский орнитологический журнал, 2009. Том 18, Экспресс-выпуск 486: 863—870. Архивировано из оригинала 4 марта 2016 года.
11. Редкие и малоизученные птицы Приморского края: новые материалы за 1997—2009 годы. Русский орнитологический журнал, 2009. Том 18, Экспресс-выпуск 494: 1103—1114. Архивировано из оригинала 4 марта 2016 года.
12. Первая встреча веерохвостой цистиколы Cisticola juncidis в Уссурийском крае. Русский орнитологический журнал, 2004. Том 13, Экспресс-выпуск 258: 351—353. Архивировано из оригинала 4 марта 2016 года.
13. Новые встречи редких эпизодически зимующих птиц в Приморском крае. Русский орнитологический журнал, 2003, Экспресс-выпуск 234: 963—966. (недоступная ссылка — история).
14. Необычно высокая концентрация хищных птиц-мышеедов зимой 2001/2002 годов в Южном Приморье. Русский орнитологический журнал, 2003, Экспресс-выпуск 208: 3-16. (недоступная ссылка — история).
15. Корейская долгохвостка в заповеднике «Ханкайский». Сб. Вопросы герпетологии. Материалы Третьего съезда Герпетологического общества им. А. М. Никольского, СПб: 2008. 468 с.